# Paraphlepsius maculellus
Paraphlepsius maculellus är en insektsart som beskrevs av Henry Fairfield Osborn 1915. Paraphlepsius maculellus ingår i släktet Paraphlepsius och familjen dvärgstritar. Inga underarter finns listade i Catalogue of Life.